# Laurent Robuschi
Laurent Robuschi (* 5. November 1935 in Nizza) ist ein ehemaliger französischer Fußballspieler.

## Vereinskarriere
Laurent Robuschi spielte als Kind und Jugendlicher bei zwei kleinen Vereinen seiner Heimatstadt Fußball. Weil sich der „große“ Olympique Gymnaste Club nicht für ihn interessierte, unterschrieb er als 18-Jähriger 1954 einen Profivertrag beim Erstligisten AS Monaco. Dort kam er allerdings, auch aufgrund der Konkurrenz von Offensivspielern wie Henri Skiba, Stéphane Bruey, Julien Stopyra und Abdelaziz Ben Tifour, in zwei Jahren lediglich zu acht Punktspieleinsätzen, steuerte in der Saison 1955/56 aber immerhin drei Treffer zu Monacos drittem Tabellenrang bei. Deshalb wechselte er anschließend den Verein – wiederum nur ein paar Kilometer weiter – und spielte bis 1959 beim Zweitdivisionär AS Cannes. Die ASC belegte zwar regelmäßig nur Plätze am unteren Ende der Tabelle, aber der sehr klein gewachsene, gedrungene Linksaußen war dort Stammspieler und erzielte in der Division 2 insgesamt 41 Tore für seinen Klub. Daraufhin sicherte sich 1959 der Erstdivisionär Girondins Bordeaux Robuschis Dienste, und fern der heimatlichen Mittelmeerküste entwickelte er sich endgültig zu einem „temperamentvollen, jederzeit einsatzfreudigen Stürmer, der die gegnerischen Abwehrreihen mit seiner giftigen Spielweise unter Druck setzte [und] sich Reputation erwarb“.
Allerdings spielten die Girondins 1959/60 trotz einiger starker Mitspieler (Xercès Louis, Gunnar Andersson) eine ganz schwache Saison, an deren Ende sie als Tabellenschlusslicht in die zweite Division absteigen mussten. Laurent Robuschi traf daran die geringste Schuld, hatte der Neuling doch 20 Treffer für Bordeaux geschossen und sich damit unter allen Ligatorjägern einen respektablen achten Rang gesichert. 1962 gab er – noch als Zweitligaspieler – sein Debüt in der französischen Nationalmannschaft (siehe unten) und kehrte wenige Wochen später mit den Girondins Bordeaux in die höchste Spielklasse zurück. In den folgenden fünf Jahren entwickelte sich seine Elf dort zu einer Spitzenmannschaft, die mit einer Ausnahme nie schlechter als auf dem vierten Rang abschloss und zweimal (1965 und 1966, jeweils hinter dem FC Nantes) sogar Vizemeister wurde. Obwohl Laurent Robuschi inzwischen stärker die Rolle eines Torvorbereiters für seine Nebenleute Héctor De Bourgoing beziehungsweise Didier Couécou einnahm, machte er in der Saison 1965/66 mit 18 Punktspieltreffern erneut auch in dieser Funktion von sich reden und wurde nochmals achtbester Ligatorjäger. Im Landespokal war Bordeaux in diesen Jahren gleichfalls mehrfach weit gekommen; 1961 hatten die Girondins als Zweitligist das Halbfinale erreicht und waren darin erst im Wiederholungsspiel am späteren Pokalsieger UA Sedan-Torcy gescheitert, die den Siegtreffer erzielten, nachdem Laurent Robuschi unmittelbar zuvor nur den Sedaner Torpfosten getroffen hatte. 1964 erreichten die Girondins sogar das Endspiel; ein Titel blieb Robuschi, inzwischen Mannschaftskapitän, allerdings auch in diesem Wettbewerb verwehrt, weil Finalgegner Olympique Lyon mit 2:0 die Oberhand behielt.
Auch auf europäischer Ebene, im Messepokal, bestritt er zwischen 1964 und 1967 sieben Begegnungen (1964/65 gegen Borussia Dortmund, 1965/66 gegen Sporting Lissabon und 1966/67 gegen FC Porto sowie ARA Gent), wobei ihm im Hinspiel bei Porto (1:2) ein für das Weiterkommen der Girondins wichtiger Treffer gelang. Im Sommer 1967, nach acht Jahren – sieben davon unter Trainer Salvador Artigas – mit exakt 200 Einsätzen und 84 eigenen Torerfolgen in der ersten Division, kehrte Laurent Robuschi Bordeaux dennoch den Rücken.
Es zog ihn ans Mittelmeer zurück, wo er für Olympique Marseille stürmte. Die Phocéens – so eine bis ins 21. Jahrhundert geläufige Bezeichnung für die Bewohner der Stadt und Olympiques Spieler – befanden sich nach langen Jahren der Erfolglosigkeit wieder auf dem Weg an die nationale Spitze und verfügten über eine Reihe talentierter und namhafter Fußballer wie Marcel Artelesa, Jean Djorkaeff, Jacques Novi, Joseph Bonnel und den Torjäger Joseph Yegba Maya. Am Saisonende belegte Marseille den vierten Platz, Robuschi hatte 26 Spiele in der Division 1 bestritten und dabei noch drei Treffer erzielt. Als der Verein zur folgenden Saison die Verpflichtung eines weiteren Außenstürmers (Roger Magnusson) ankündigte, beendete er seine Profilaufbahn und schnürte stattdessen für die Amateure des FC Antibes die Stiefel. Dort war er noch bis 1975 als Spielertrainer aktiv und konzentrierte sich als fast 40-Jähriger anschließend ganz auf die Tätigkeit neben der Seitenlinie. Bei Antibes blieb er weitere 18 Jahre lang Trainer, ehe er 1993 in den Vorruhestand ging und sich an der Côte d’Azur niederließ.

### Stationen
- 1948–1952: La Semeuse Nice (als Jugendlicher)
- 1953/54: ASPTT Nice (als Jugendlicher)
- 1954–1956: AS Monaco
- 1956–1959: AS Cannes (in D2)
- 1959–1967: Girondins Bordeaux (davon 1960–1962 in D2)
- 1967/68: Olympique Marseille
- 1968–1993: FC Antibes (im Amateurbereich, bis 1975 als Spielertrainer, danach als Trainer)

## In der Nationalmannschaft
Anfang Mai 1962 berief Nationaltrainer Albert Batteux Laurent Robuschi anlässlich eines Freundschaftsspiels gegen Italien erstmals in die A-Nationalelf. Auch Batteux’ Nachfolger Henri Guérin griff im Herbst dieses Jahres auf den Flügelstürmer der Girondins zurück, zunächst bei einem Qualifikationsspiel zur Europameisterschaft gegen England, dann beim 2:2 im Stuttgarter Neckarstadion gegen die westdeutsche Auswahl. In den folgenden fast vier Jahren berief Guérin ihn nur noch ein weiteres Mal, holte ihn aber in das französische Aufgebot für die Weltmeisterschaft 1966; in England blieb Robuschi allerdings ohne Einsatz, weil der Sélectionneur auf der Linksaußenposition Gérard Hausser den Vorzug gab. Im November 1966 kam Robuschi gegen Luxemburg – erneut ein EM-Qualifikationsspiel – zu seinem fünften und letzten Länderspiel, die er allesamt im Ausland bestritten hatte; ein Treffer war ihm im blauen Nationaltrikot nicht gelungen.

## Palmarès
- Französischer Vizemeister: 1965, 1966
- Französischer Pokalfinalist: 1964
- 234 Punktspiele/91 Treffer in D1, 162/72 in D2[12]